# Orehovlje, Kranj
Orehovlje so naselje v Mestni občini Kranj. Ležijo neposredno med Britofom in Predosljami. Z občinskim središčem je naselje povezano s krožnima Alpetourjevima mestnima avtobusnima progama št. 5 in 6.
Kljub imenu v vasi skoraj ni več najti oreha.